# Дерево пізнання добра і зла
Дерево пізнання добра і зла (івр. עֵץ הַדַּעַת טוֹב וָרָע) є одним із двох конкретних дерев в історії Едемського саду у Бутті 2–3, разом із деревом життя. Крім того, деякі вчені стверджують, що дерево пізнання добра і зла — це просто інша назва дерева життя. Символізує пізнання, у тому числі цілісних категорій, здатність особисто знайомитись, що добро і що зло.

## Мунізм
У тлумаченні «Божого принципу» дерево пізнання добра і зла не є буквальним деревом, а уособлює ще незрілу Єву, покликану досягти досконалості поруч із «деревом життя» — Адамом. Оскільки ці два біблійні образи стоять поряд, вони разом представляють ідеальні чоловічу й жіночу сутності Божого задуму. Тим самим головна інтрига розповіді переноситься з поїдання фізичного плоду на правильне спрямування любові між особами.
Плід цього дерева означає любов Єви — її силу започаткувати або добрий, або злий рід, залежно від того, на кого зорієнтована її любов. У божественному задумі вона мала дозріти й народити «добрі плоди», але, увійшовши в передчасний позашлюбний зв’язок з архангелом Люцифером, фактично «з’їла» плід зла і, передавши його Адамові, ввела у людську історію первородний гріх через спотворену лінію крові. У лексиці Принципу це означає прийняття сатанинської любові, яка зробила Люцифера «батьком» грішного людства.
Заповідь «не їсти» символізувала захист статевої чистоти до досягнення зрілості; Бог не лишав би смертельно небезпечний харч у легкому доступі, якби йшлося про справжній фрукт. Саме тому дерево названо «пізнанням добра і зла»: зріла любов могла дати добрі плоди, а егоцентрична — злі, що підкреслює моральну свободу людини. Богослов’я Церкви об'єднання бачить у цьому символі ключ до статевої етики та кореня гріха, а не історію про заборонений фрукт.